# Faverolles-lès-Lucey
Faverolles-lès-Lucey là một xã ở tỉnh Côte-d’Or trong vùng Bourgogne-Franche-Comté, phía đông nước Pháp. Xã Faverolles-lès-Lucey nằm ở khu vực có độ cao trung bình 350 mét trên mực nước biển.